# The Scoffer
Pour plus de détails, voir Fiche technique et Distribution.
The Scoffer est un film muet américain réalisé par Allan Dwan et sorti en 1920.

## Fiche technique
- Titre : The Scoffer
- Réalisation : Allan Dwan
- Scénario : Lillian Ducey, d'après une nouvelle de Carl Krusada (Val Cleveland)
- Chef opérateur : H. Lyman Broening
- Assistant réalisateur : Jack Wagner
- Production : Allan Dwan pour Mayflower Photoplay Company
- Distribution : Associated First National Pictures
- Genre : Film dramatique
- Date de sortie :
  - États-Unis : septembre 1920

## Distribution
- Mary Thurman : Margaret Haddon
- James Kirkwood Sr. : Dr. Stannard Wayne
- Philo McCullough : Dr. Arthur Richards
- Rhea Mitchell : Alice Porn
- John Burton : le vieux Dabney
- Noah Beery : Boorman
- Eugenie Besserer : la femme de Boorman
- Georgie Stone : le fils de Boorman
- Bernard J. Durning : Parson Carson
- Ward Crane : Albany Kid